# گلن استندرینگ
گلن استندرینگ (به انگلیسی: Glenn Standring) فیلمنامه‌نویس، تهیه‌کننده و کارگردان نیوزیلندی است که در ژانرهای اکشن، ترسناک و فانتزی کار می‌کند.
او اهل فیلدینگ در جزیره شمالی نیوزلند است. او از اقوام گلاسوگی و مانکونیایی در سمت اروپا و قبیله نگاپوهی در سمت نیوزلند است.
استندرینگ در دانشکده هنرهای زیبای تحصیل کرد و مدرک درجه یک باستان‌شناسی را از دانشگاه اتاگو در دوندین به پایان رساند.